# 狮子桥 (南京)

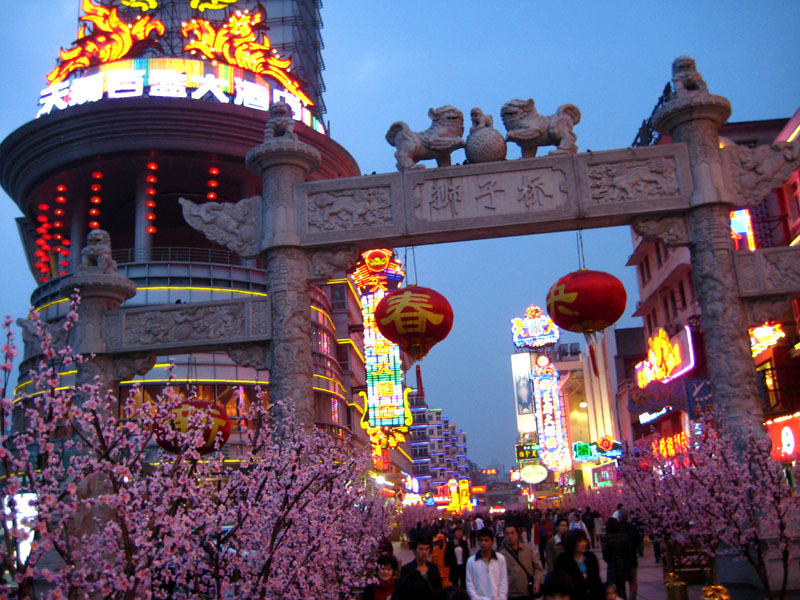
狮子桥面向湖南路的“九九”狮子牌坊

狮子桥是中国江苏省南京市湖南路的一条支干道路，是一条步行美食街。现全线为花岗岩路面，全长330米，宽约12至16米。步行街聚集餐饮、茶楼、面点等近40家商家。2000年6月开始试营业至2000年底，全街总营业额达4800万元人民币，上交地税240万元人民币，2001年1月至6月，完成总营业额5200多万元，上交地税252万元。
狮子桥原为农贸集市，1999年11月开始改造狮子桥道路，2000年4月完工。同年6月对沿街居民楼、商务楼外观欧化改造，8月中旬完成。7月下旬开始狮子牌坊组装，8月13日完工。